# Olympische Geschichte St. Vincents und der Grenadinen
| Gelbes Symbol für Goldmedaillen mit stilisierten Olympischen Ringen | Graues Symbol für Silbermedaillen mit stilisierten Olympischen Ringen | Braundes Symbol für Bronzemedaillen mit stilisierten Olympischen Ringen |
| ------------------------------------------------------------------- | --------------------------------------------------------------------- | ----------------------------------------------------------------------- |
| —                                                                   | —                                                                     | —                                                                       |

St. Vincent und die Grenadinen, dessen NOK, The St. Vincent and the Grenadines National Olympic Committee, 1982 gegründet wurde, nimmt seit 1988 an Olympischen Sommerspielen teil. Zu Winterspielen wurden bislang keine Athleten geschickt. Jugendliche Sportler nahmen an den beiden bislang ausgetragenen Jugend-Sommerspielen teil.

## Übersicht

### Sommerspiele
Die Olympiamannschaften 1988, 1992 und 1996 bestanden nur aus Leichtathleten. Seit 2000 nehmen Athleten des Karibikstaates auch im Schwimmen teil.
Erste Olympioniken waren am 23. September 1988 in Seoul der 800-Meter-Läufer Eversley Linley und der Dreispringer Lennox Adams. Fünf Tage später ging mit der Weitspringerin Jacqueline Ross die erste Frau des Landes bei Olympischen Spielen an den Start.
Erfolgreichste Olympionikin ist bislang Shafiqua Maloney, die bei den Olympischen Spielen in Paris 2024 im 800-Meter-Lauf den vierten Platz erreichte.

### Jugendspiele
Drei jugendliche Sportler, ein Junge und zwei Mädchen, gingen bei der ersten Austragung von Olympischen Jugend-Sommerspielen 2010 in Singapur in der Leichtathletik und im Taekwondo an den Start.
2014 in Nanjing nahmen vier Athleten, zwei Jungen und zwei Mädchen, teil. Sie traten in der Leichtathletik, im Schwimmen und im Beach-Volleyball  an.

## Übersicht der Teilnehmer

### Sommerspiele
| Jahr      | Athleten           | Athleten           | Athleten           | Flaggenträger                   | Sportarten         | Sportarten         | Medaillen          | Medaillen          | Medaillen          | Medaillen          | Rang               |
| Jahr      | Gesamt             |                    |                    | Flaggenträger                   | Leichtathletik     | Schwimmen          |                    |                    |                    | Total              | Rang               |
| --------- | ------------------ | ------------------ | ------------------ | ------------------------------- | ------------------ | ------------------ | ------------------ | ------------------ | ------------------ | ------------------ | ------------------ |
| 1896–1984 | nicht teilgenommen | nicht teilgenommen | nicht teilgenommen | nicht teilgenommen              | nicht teilgenommen | nicht teilgenommen | nicht teilgenommen | nicht teilgenommen | nicht teilgenommen | nicht teilgenommen | nicht teilgenommen |
| 1988      | 6                  | 5                  | 1                  | William Yount                   | 6                  |                    |                    |                    |                    |                    |                    |
| 1992      | 6                  | 4                  | 2                  | Eversley Linley                 | 6                  |                    |                    |                    |                    |                    |                    |
| 1996      | 8                  | 7                  | 1                  | Eswort Coombs                   | 8                  |                    |                    |                    |                    |                    |                    |
| 2000      | 4                  | 2                  | 2                  | Pamenos Ballantyne              | 2                  | 2                  |                    |                    |                    |                    |                    |
| 2004      | 3                  | 2                  | 1                  | Natasha Mayers                  | 2                  | 1                  |                    |                    |                    |                    |                    |
| 2008      | 2                  | 1                  | 1                  | Kineke Alexander                | 2                  |                    |                    |                    |                    |                    |                    |
| 2012      | 3                  | 2                  | 1                  | Kineke Alexander                | 2                  | 1                  |                    |                    |                    |                    |                    |
| 2016      | 4                  | 2                  | 2                  | Kineke Alexander                | 2                  | 2                  |                    |                    |                    |                    |                    |
| 2020      | 3                  | 1                  | 2                  | Shafiqua Maloney                | 1                  | 2                  |                    |                    |                    |                    |                    |
| 2024      | 4                  | 2                  | 2                  | Shafiqua Maloney & Alex Joachim | 2                  | 2                  |                    |                    |                    |                    |                    |
| Gesamt    | Gesamt             | Gesamt             | Gesamt             | Gesamt                          | Gesamt             | Gesamt             | 0                  | 0                  | 0                  | 0                  | -                  |

### Winterspiele
| Jahr      | Athleten           | Athleten           | Athleten           | Flaggenträger      | Sportarten         | Medaillen          | Medaillen          | Medaillen          | Medaillen          | Medaillen          |
| Jahr      | Gesamt             |                    |                    | Flaggenträger      | Sportarten         |                    |                    |                    | Gesamt             | Rang               |
| --------- | ------------------ | ------------------ | ------------------ | ------------------ | ------------------ | ------------------ | ------------------ | ------------------ | ------------------ | ------------------ |
| 1924–2022 | nicht teilgenommen | nicht teilgenommen | nicht teilgenommen | nicht teilgenommen | nicht teilgenommen | nicht teilgenommen | nicht teilgenommen | nicht teilgenommen | nicht teilgenommen | nicht teilgenommen |
| Gesamt    | Gesamt             | Gesamt             | Gesamt             | Gesamt             | Gesamt             | 0                  | 0                  | 0                  | 0                  | -                  |

### Jugend-Sommerspiele
| Jahr   | Athleten | Athleten | Athleten | Flaggenträger   | Sportarten | Sportarten | Sportarten | Sportarten | Sportarten | Medaillen | Medaillen | Medaillen | Medaillen | Medaillen |
| Jahr   | Gesamt   |          |          | Flaggenträger   |            |            |            |            |            |           |           |           | Gesamt    | Rang      |
| ------ | -------- | -------- | -------- | --------------- | ---------- | ---------- | ---------- | ---------- | ---------- | --------- | --------- | --------- | --------- | --------- |
| 2010   | 3        | 1        | 2        | Renaldo Charles |            | 2          |            |            | 1          |           |           |           |           |           |
| 2014   | 4        | 2        | 2        |                 | 2          | 1          |            | 1          |            |           |           |           |           |           |
| 2018   | 6        | 4        | 2        | Enrico Louraine | 2          | 2          | 1          | 1          |            |           |           |           |           |           |
| Gesamt | Gesamt   | Gesamt   | Gesamt   | Gesamt          | Gesamt     | Gesamt     | Gesamt     | Gesamt     | Gesamt     | 0         | 0         | 0         | 0         | -         |

### Jugend-Winterspiele
| Jahr      | Athleten           | Athleten           | Athleten           | Flaggenträger      | Sportarten         | Medaillen          | Medaillen          | Medaillen          | Medaillen          | Medaillen          |
| Jahr      | Gesamt             |                    |                    | Flaggenträger      | Sportarten         |                    |                    |                    | Gesamt             | Rang               |
| --------- | ------------------ | ------------------ | ------------------ | ------------------ | ------------------ | ------------------ | ------------------ | ------------------ | ------------------ | ------------------ |
| 2012–2024 | nicht teilgenommen | nicht teilgenommen | nicht teilgenommen | nicht teilgenommen | nicht teilgenommen | nicht teilgenommen | nicht teilgenommen | nicht teilgenommen | nicht teilgenommen | nicht teilgenommen |
| Gesamt    | Gesamt             | Gesamt             | Gesamt             | Gesamt             | Gesamt             | 0                  | 0                  | 0                  | 0                  | -                  |

## Medaillengewinner

### Goldmedaillen
Bislang (Stand 2017) keine Medaillengewinner

### Silbermedaillen
Bislang (Stand 2017) keine Medaillengewinner

### Bronzemedaillen
Bislang (Stand 2017) keine Medaillengewinner